# Valentin Yordanov
Valentin Dimitrov Yordanov –en búlgaro, Валентин Димитров Йорданов– (Sandrovo, 26 de enero de 1960) es un deportista búlgaro que compitió en lucha libre.
Participó en tres Juegos Olímpicos de Verano, obteniendo en total dos medallas, oro en Atlanta 1996 y bronce en Barcelona 1992, ambas en la categoría de 52 kg, y el octavo lugar en Seúl 1988.
Ganó 10 medallas en el Campeonato Mundial de Lucha entre los años 1983 y 1995, y 9 medallas en el Campeonato Europeo de Lucha entre los años 1981 y 1989.

## Palmarés internacional
| Juegos Olímpicos   | Juegos Olímpicos           | Juegos Olímpicos  | Juegos Olímpicos |
| Año                | Lugar                      | Medalla           | Categoría        |
| ------------------ | -------------------------- | ----------------- | ---------------- |
| 1992               | Barcelona (España)         | Medalla de bronce | 52 kg            |
| 1996               | Atlanta (Estados Unidos)   | Medalla de oro    | 52 kg            |
| Campeonato Mundial |                            |                   |                  |
| Año                | Lugar                      | Medalla           | Categoría        |
| 1983               | Kiev (URSS)                | Medalla de oro    | 52 kg            |
| 1985               | Budapest (Hungría)         | Medalla de oro    | 52 kg            |
| 1986               | Budapest (Hungría)         | Medalla de bronce | 52 kg            |
| 1987               | Clermont-Ferrand (Francia) | Medalla de oro    | 52 kg            |
| 1989               | Martigny (Suiza)           | Medalla de oro    | 52 kg            |
| 1990               | Tokio (Japón)              | Medalla de plata  | 52 kg            |
| 1991               | Varna (Bulgaria)           | Medalla de plata  | 52 kg            |
| 1993               | Toronto (Canadá)           | Medalla de oro    | 52 kg            |
| 1994               | Estambul (Turquía)         | Medalla de oro    | 52 kg            |
| 1995               | Atlanta (Estados Unidos)   | Medalla de oro    | 52 kg            |
| Campeonato Europeo |                            |                   |                  |
| Año                | Lugar                      | Medalla           | Categoría        |
| 1981               | Łódź (Polonia)             | Medalla de bronce | 52 kg            |
| 1982               | Varna (Bulgaria)           | Medalla de oro    | 52 kg            |
| 1983               | Budapest (Hungría)         | Medalla de oro    | 52 kg            |
| 1984               | Jönköping (Suecia)         | Medalla de plata  | 52 kg            |
| 1985               | Leipzig (RDA)              | Medalla de oro    | 52 kg            |
| 1986               | El Pireo (Grecia)          | Medalla de oro    | 52 kg            |
| 1987               | Veliko Tarnovo (Bulgaria)  | Medalla de oro    | 52 kg            |
| 1988               | Mánchester (Reino Unido)   | Medalla de oro    | 52 kg            |
| 1989               | Ankara (Turquía)           | Medalla de oro    | 52 kg            |